# Geaya bahiensis
Geaya bahiensis is een hooiwagen uit de familie Sclerosomatidae.